# Bernard Mikisch
Bernard Mikisch lub Bernard Mikosz lub Bernard Mikisz (zm. 2 lutego 1490) – teolog, rektor Akademii Krakowskiej.

## Życiorys
Pochodził z Nysy zapisał się na Akademię Krakowska w 1455, w 1458 został bakałarzem, a w 1462 magistrem sztuk wyzwolonych. W latach 1470–1471 był dziekanem Wydziału Sztuk Wyzwolonych, podjął także studia teologiczne. W 1473 uzyskał stopień licencjata teologii, jako licencjat odnotowany jest jeszcze 10 lutego 1482, doktorem teologii został przed 22 listopada 1484. W 1489 został wybrany przez króla Kazimierza Jagiellończyka na wychowawcę kuzyna księcia litewskiego Janusza Holszańskiego zapisanego jako Hanussius Allexandri ducis de Litwania w 1488 na Uniwersytet Krakowski. Bernard Mikosz był kanonikiem, a następnie kustoszem kościoła św. Floriana na Kleparzu oraz kanonikiem 
katedry św. Jana i kościoła św. Krzyża we Wrocławiu. W semestrze zimowym 1489 powierzono mu stanowisko rektora Akademii Krakowskiej, zmarł podczas trwania kadencji. Był znawcą pism Cycerona swój księgozbiór zapisał w testamencie Akademii.